# Genossenschaft Baseltor
Die Genossenschaft Baseltor ist eine der ältesten gastronomischen Genossenschaften der Schweiz und betreibt mehrere Gastronomie- und Hotelleriebetriebe mit insgesamt 110 Mitarbeitenden in Solothurn, darunter das historische Hotel Krone bzw. La Couronne. Alle Betriebe liegen in historischen Gebäuden der Stadt, so auch das der Genossenschaft namengebende  Hotel-Restaurant Baseltor (ehemaliges Restaurant „Chez Derron“ im Domherrenhaus), das Restaurant Salzhaus (ehemaliges Bregger-Lagerhaus und Salzmagazin), Restaurant und Bar Solheure (ehemaliges Schlachthaus an der Aare). 
Die Genossenschaft Baseltor ging 1978 aus einer Abspaltung aus der Genossenschaft Kreuz hervor, ihr erster Präsident war der Künstler Schang Hutter. Die Genossenschaft eröffnete 1978 das Restaurant Löwen in Solothurn. Zu dieser Zeit wurden im Nachklang der 68er Zeiten in der Schweiz gemeinschaftliche Formen von Leben und Arbeiten gesucht und in der ganzen Deutschschweiz Genossenschaftsbeizen gegründet.